# Caltathra chopardi
Caltathra chopardi är en insektsart som beskrevs av Desutter-grandcolas 1997. Caltathra chopardi ingår i släktet Caltathra och familjen syrsor. Inga underarter finns listade i Catalogue of Life.